# Haris Mohammed
Haris Mohammed Hassan (ur. 3 marca 1958 w Mosulu) – iracki piłkarz, reprezentant kraju, grający na pozycji pomocnika.

## Kariera klubowa
Haris urodził się w Mosulu. W 1975 rozpoczął swoją przygodę z piłką w lokalnym Al-Mosul, w którym spędził kolejne 4 lata. Od 1979 dołączył do Al-Talaba. Jako zawodnik tego zespołu osiągnął swoje pierwsze sukcesy w seniorskiej piłce. Dwukrotnie zdobył mistrzostwo Iraqi Premier League w sezonach 1980/81 i 1981/82. Trzykrotnie docierał do finału Pucharu Iraku w latach 1979/80, 1980/81, 1981/82, trzykrotnie doznając porażki. 
Sezon 1983/84 spędził w Al-Shabab, z którym przegrał w finale Pucharu Iraku z Al-Sinaa. Kolejny rok to gra dla Al-Jaish, z którego w 1985 dołączył do Al-Rasheed.
W Al-Rasheed Haris zdobył najwięcej krajowych pucharów, tj. trzy mistrzostwa Iraqi Premier League w sezonach 1986/87, 1987/88, 1988/89, dwa Puchary Iraku z sezonów 1986/87, 1987/88 oraz Superpuchar Iraku w 1986. Z klubu odszedł w 1990, po czym zakończył karierę piłkarską. 

## Kariera reprezentacyjna
Po raz pierwszy w reprezentacji zagrał w 1979. W 1986 został powołany przez trenera Evaristo de Macedo na Mistrzostwa Świata, gdzie reprezentacja Iraku odpadła w fazie grupowej. Podczas turnieju zagrał w dwóch spotkaniach z Paragwajem i Belgią. Łącznie w latach 1979–1988 zagrał w 90 spotkaniach reprezentacji Iraku, w których strzelił 7 bramek.
| Wybrane mecze i gole w reprezentacji | Wybrane mecze i gole w reprezentacji | Wybrane mecze i gole w reprezentacji | Wybrane mecze i gole w reprezentacji | Wybrane mecze i gole w reprezentacji | Wybrane mecze i gole w reprezentacji | Wybrane mecze i gole w reprezentacji |
| #                                    | Data                                 | Miasto                               | Przeciwnik                           | Gol                                  | Wynik                                | Rozgrywki                            |
| ------------------------------------ | ------------------------------------ | ------------------------------------ | ------------------------------------ | ------------------------------------ | ------------------------------------ | ------------------------------------ |
| 1.                                   | 25.02.1984                           | Kair                                 | Egipt                                |                                      | 0:0                                  | towarzyski                           |
| 2.                                   | 27.02.1984                           | Al-Mahalla al-Kubra                  | Egipt                                |                                      | 2:1                                  | towarzyski                           |
| 3.                                   | 15.06.1985                           | Al-Mahalla al-Kubra                  | Korea Południowa                     |                                      | 0:2                                  | towarzyski                           |
| 4.                                   | 20.09.1985                           | Doha                                 | Zjednoczone Emiraty Arabskie         | Gol                                  | 3:2                                  | El. MŚ 1986                          |
| 5.                                   | 01.11.1985                           | Al-Mahalla al-Kubra                  | Bahrajn                              |                                      | 3:1                                  | towarzyski                           |
| 6.                                   | 29.11.1985                           | Kolkata                              | Syria                                |                                      | 3:1                                  | El. MŚ 1986                          |
| 7.                                   | 31.01.1986                           | Bagdad                               | Dania                                |                                      | 0:2                                  | towarzyski                           |
| 8.                                   | 02.02.1986                           | Bagdad                               | Dania                                |                                      | 2:0                                  | towarzyski                           |
| 9.                                   | 14.03.1986                           | Bagdad                               | Rumunia                              | Gol                                  | 1:1                                  | towarzyski                           |
| 10.                                  | 17.03.1986                           | Bagdad                               | Rumunia                              |                                      | 0:0                                  | towarzyski                           |
| 11.                                  | 04.06.1986                           | Toluca                               | Paragwaj                             |                                      | 0:1                                  | MŚ 1986                              |
| 12.                                  | 08.06.1986                           | Toluca                               | Belgia                               |                                      | 1:2                                  | MŚ 1986                              |
| 13.                                  | 23.09.1986                           | Daegu                                | Pakistan                             | Gol · Gol                            | 5:1                                  | Igrzyska Azjatyckie 1986             |
| 14.                                  | 25.09.1986                           | Daegu                                | Zjednoczone Emiraty Arabskie         |                                      | 1:2                                  | Igrzyska Azjatyckie 1986             |
| 15.                                  | 27.09.1986                           | Daegu                                | Tajlandia                            | Gol                                  | 2:1                                  | Igrzyska Azjatyckie 1986             |
| 16.                                  | 01.10.1986                           | Seul                                 | Arabia Saudyjska                     | Gol                                  | 1:1                                  | Igrzyska Azjatyckie 1986             |
| 17.                                  | 27.03.1987                           | Kuwejt                               | Zjednoczone Emiraty Arabskie         |                                      | 1:1                                  | El. IO 1988                          |
| 18.                                  | 04.12.1987                           | Rijad                                | Arabia Saudyjska                     |                                      | 1:2                                  | El. IO 1988                          |
| 19.                                  | 11.12.1987                           | Doha                                 | Katar                                |                                      | 1:2                                  | El. IO 1988                          |
| 20.                                  | 18.12.1987                           | Kuwejt                               | Kuwejt                               |                                      | 1:2                                  | El. IO 1988                          |
| 21.                                  | 01.01.1988                           | Maskat                               | Arabia Saudyjska                     |                                      | 1:1                                  | El. IO 1988                          |
| 22.                                  | 15.01.1988                           | Maskat                               | Kuwejt                               |                                      | 1:0                                  | El. IO 1988                          |
| 23.                                  | 08.03.1988                           | Rijad                                | Kuwejt                               |                                      | 1:0                                  | Puchar Zatoki Perskiej 1988          |
| 24.                                  | 10.03.1988                           | Rijad                                | Zjednoczone Emiraty Arabskie         |                                      | 0:0                                  | Puchar Zatoki Perskiej 1988          |
| 25.                                  | 13.03.1988                           | Rijad                                | Katar                                |                                      | 3:0                                  | Puchar Zatoki Perskiej 1988          |
| 26.                                  | 16.03.1988                           | Rijad                                | Arabia Saudyjska                     |                                      | 2:0                                  | Puchar Zatoki Perskiej 1988          |
| 27.                                  | 18.03.1988                           | Rijad                                | Bahrajn                              |                                      | 1:0                                  | Puchar Zatoki Perskiej 1988          |

## Sukcesy
Al-Talaba
- Mistrzostwo Iraqi Premier League (2): 1980/81, 1981/82
- Finał Pucharu Iraku (3): 1979/80, 1980/81, 1981/82

Al-Shabab
- Finał Pucharu Iraku (1): 1983/84

Al-Rasheed
- Mistrzostwo Iraqi Premier League (3): 1986/87, 1987/88, 1988/89
- Puchar Iraku (2): 1986/87, 1987/88
- Superpuchar Iraku (1): 1986